# Comedy ILL-ustrated
Comedy ILL-ustrated (VH1 ILL-ustrated) è una serie televisiva animata statunitense del 2003, creata da Bob Cesca e prodotta da Camp Chaos Productions.
Basata vagamente sui cartoni animati di CampChaos.com, la serie è stata descritta come "uno sketch comedy con radici nel Saturday Night Live, Mr. Show with Bob and David, Ernie Kovacs e i The Kids in the Hall".
La serie è stata trasmessa per la prima volta negli Stati Uniti su VH1 dal 17 ottobre 2003 al 25 giugno 2004, per un totale di 13 episodi ripartiti in due stagioni. In Italia la serie è stata trasmessa su Paramount Comedy dal 30 settembre 2005.

## Trama
La serie parodia la cultura popolare, facendo satira sulle celebrità, i politici, le band, le icone pop, le dive, la cultura pop e grandi eventi dell'industria musicale americana. Tra gli sketch sono presenti il personaggio dei cartoni animati He-Man e il presidente americano George Bush (noto come Yogi Bush). Talvolta sono presenti parodie di altre serie televisive di VH1, la rete originale sul quale è stata trasmessa.

## Episodi
| Stagione         | Episodi | Prima TV USA | Prima TV Italia |
| ---------------- | ------- | ------------ | --------------- |
| Prima stagione   | 3       | 2003         | 2005            |
| Seconda stagione | 10      | 2004         | 2005            |

## Personaggi e doppiatori
- Bill Clinton, voce originale di Dean Julian, italiana di Claudio Moneta.
- Larry Flynt, voce italiana di Maurizio Scattorin.
- Pee-Wee Herman, voce italiana di Daniele Demma.
- Jenna Jameson, voce italiana di Stefania Patruno.
- Tommy Lee, voce italiana di Claudio Moneta.
- Colin Farrell, voce italiana di Simone D'Andrea.
- Courtney Love, voce italiana di Sonia Mazza.
- George W. Bush, voce italiana di Raffaele Farina.
- Calista Flockhart, voce italiana di Elda Olivieri.
- Michael Jackson, voce italiana di Simone D'Andrea.
- MC Hammer, voce italiana di Claudio Moneta.
- Wanda Sykes, voce italiana di Marina Thovez.
- Snoop Dogg, voce italiana di Gianluca Iacono.
- Sylvester Stallone, voce italiana di Raffaele Farina.